# ミンク
ミンク（Neovison vison）は、食肉目イタチ科ミンク属に分類される哺乳類。別名アメリカミンク。北アメリカ原産で、世界各地で毛皮動物として利用されている。また、外来種として野外へ定着している。

## 分布
アラスカやカナダを含む北アメリカ（アメリカ合衆国西南部を除く）を原産地とする。基亜種の模式産地はカナダ東部（ケベック州）と考えられている。
ヨーロッパ（アイスランド、アイルランド、イギリス、イタリア、ウクライナ、エストニア、オーストリア、ギリシャ、スウェーデン、スペイン、セルビア、チェコ、デンマーク、ドイツ、ノルウェー、フィンランド、フランス、ベラルーシ、ポーランド、ポルトガル、モンテネグロ、ラトビア、リトアニア、ルーマニア）、南アメリカ（アルゼンチン、チリ）、ロシア、日本に移入分布する。

## 形態
頭胴長36-45cm、尾長30-36cm、体重0.7-1.0kg。雌はやや小型である。体毛は変化に富み、普通は光沢のある暗褐色で、尾端はやや黒っぽい。
腹面の毛色は薄く、頬や下顎は白い。前胸や鼠径部などに白斑が現れることもある。養殖個体では突然変異の固定化により銀灰色や淡褐色などの毛色がある。

## 分類
ミンク属Neovisonの模式種であり、ミンク属は本種と絶滅種ウミベミンクの2種で構成される。（本種をイタチ属Mustelaに含める説もあるが、むしろ最新の分子系統解析から、コロンビアイタチ Neogale felipei、アマゾンイタチ Neogale africana、オナガオコジョ Neogale frenataがイタチ属からミンク属（Neogale）に移されている。）
MSW3 (Wozencraft, 2005) ではミンクは15亜種に分類されている。

## 生態

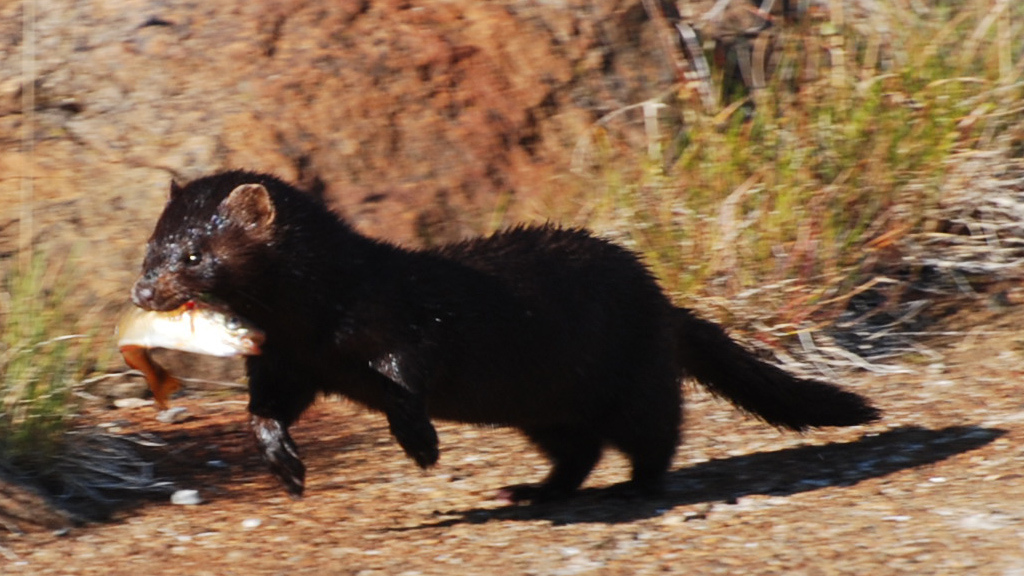
魚を運ぶミンク

海岸や河川など水域周辺を中心に生息する。見た目や生息環境がカワウソと似ている部分も多く、カワウソと誤認されることもある。行動圏は雄で2-4km、雌で数百mほどで、同性の行動圏は重複しない。夜行性だが、昼間でも活動することがある。
他のイタチ科の近縁種と比べて、甲殻類や魚類などの水生生物を捕食することが多い。川魚や、マスクラットやネズミなどの小動物を捕らえ、川岸近くの巣に持ち帰って食べる。
水辺周辺の木の根元や岩の下を巣とする。春に2-10頭の子どもを出産する。子どもは生後25日で開眼する。授乳期間は5 - 6週間。生後8週間で狩りを始めるようになり、秋頃まで母親と過ごす。生後2年で性成熟する。寿命は野生では3年ほど、飼育下では10年。

## 人間との関係
日本では狩猟獣に指定されている。

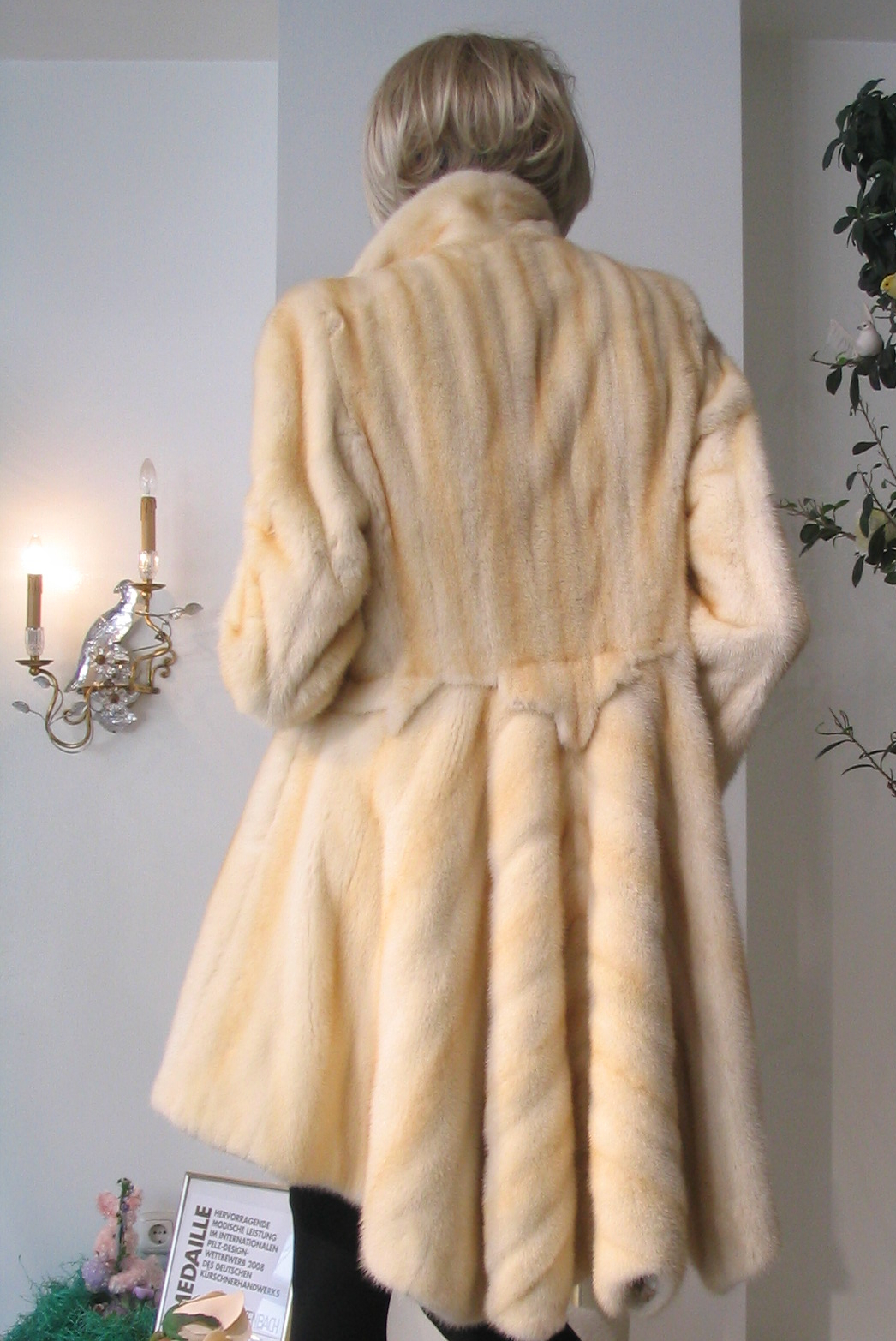
2012年のミンクのコート

脂肪はミンクオイルと呼ばれ、ブーツなどの革製品の手入れに使われている他、毛皮は高級婦人用コートなどに利用され、コート1着に30頭以上のミンクが必要になる。毛皮のために飼育されることに対して暴力で抗議する動物愛護団体が存在しており、毛皮のコートを着用している人にトマトをぶつける、毛皮を愛用する著名人に小麦粉を振りかける、業者の飼育施設から脱走させるなどの犯罪行為を行う個人・団体もある（エコテロリズムも参照）。

### 外来種問題
ヨーロッパでは脱走した養殖ミンクが侵入・定着しており、在来のヨーロッパミンクやミズハタネズミ、海鳥などへの影響が懸念されている。
日本では、1928年ごろから毛皮を採る目的で北海道に持ち込まれて養殖されているが、1960年代以降に逃げ出した個体が野生化して問題となっている。北海道以外にも宮城県、福島県、群馬県、長野県（本州）でも定着が確認されている。
2007年には長野県の千曲川流域の上田市や坂城町で野生化した個体が繁殖して漁業被害が生じており、小型哺乳類やタンチョウのひなを捕食する、在来種のイタチ類を駆逐するといった生態系への悪影響が懸念されている。
外来生物法によって特定外来生物に指定されており、飼育許可を得るためには、檻の二重化やマイクロチップによる個体識別を行ったうえで環境省への申請が必要となる。
北海道は2021年（令和3年）4月1日から2031年（令和13年）3月31日を実施期間とする「北海道におけるアメリカミンク防除実施計画書」を策定した。
福島県は、2021年（令和3年）4月1日を始期とする「福島県アメリカミンク防除実施計画（第２期）」を策定した。

### ミンクと新型コロナウイルス
デンマークは長らくミンク毛皮の最大の輸出国であった。しかし2020年末に、農場で飼育されていたミンクから新型コロナウイルスの変異株が検出されたため、デンマーク政府は国内全てのミンク1500万匹を殺処分を決断、加えて2021年のミンクの飼育を禁止した。